# Campioni italiani assoluti di atletica leggera - Decathlon maschile
Questa pagina raccoglie un elenco di tutti i campioni italiani dell'atletica leggera nel decathlon, specialità che fa parte del programma dei campionati italiani assoluti di atletica leggera dal 1922, con le sole eccezioni delle edizioni del 1929 e del 1943.
Dal 1922 al 1934 era in uso la tabella di punteggio 1912; dal 1935 al 1951 la tabella 1934; dal 1952 al 1964 la tabella 1950/52; dal 1965 al 1984 la tabella 1964; dal 1985 la tabella 1984 emendata nel 1998 per i tempi automatici.

## Albo d'oro
| Anno | Atleta (società)                                  | Prestazione            |
| ---- | ------------------------------------------------- | ---------------------- |
| 1922 | Adolfo Contoli Virtus Atletica Bologna            | 6 117,800 p.           |
| 1923 | Luigi Binda ?                                     | 5 296,495 p.           |
| 1924 | Luigi Binda ?                                     | 5 301,820 p.           |
| 1925 | Raniero Laghi ?                                   | 5 598,885 p.           |
| 1926 | Gustavo Baracchi ?                                | 4 650,60 p.            |
| 1927 | Giacomo Carlini ?                                 | 6 565,470 p.           |
| 1928 | Mario Agosti ?                                    | 5 644,290 p.           |
| 1929 | Gara non in programma                             | Gara non in programma  |
| 1930 | Giacomo Carlini ?                                 | 7 237,550 p.           |
| 1931 | Francesco Tabai Unione Ginnastica Goriziana       | 6 200,795 p.           |
| 1932 | Eletto Contieri ?                                 | 6 119,010 p.           |
| 1933 | Eletto Contieri ?                                 | 5 948,455 p.           |
| 1934 | Eletto Contieri ?                                 | 6 586,170 p.           |
| 1935 | Eugenio Gasti ?                                   | 6 135 p.               |
| 1936 | Emilio Mori Società Sportiva Parioli              | 5 697 p.               |
| 1937 | Eugenio Gasti ?                                   | 6 212 p.               |
| 1938 | Eugenio Gasti ?                                   | 6 001 p.               |
| 1939 | Eugenio Gasti ?                                   | 5 961 p.               |
| 1940 | Armando Ossena ?                                  | 6 245 p.               |
| 1941 | Armando Ossena ?                                  | 6 452 p.               |
| 1942 | Alberto Paolone ?                                 | 6 345 p.               |
| 1943 | Gara non in programma                             | Gara non in programma  |
| 1944 | Edizione non disputata                            | Edizione non disputata |
| 1945 | Gervasio Bastino ?                                | 5 650 p.               |
| 1946 | Lorenzo Vecchiutti ?                              | 5 775 p.               |
| 1947 | Lorenzo Vecchiutti ?                              | 6 335 p.               |
| 1948 | Lorenzo Vecchiutti ?                              | 5 980 p.               |
| 1949 | Lorenzo Vecchiutti ?                              | 5 969 p.               |
| 1950 | Lorenzo Vecchiutti ?                              | 6 348 p.               |
| 1951 | Lorenzo Vecchiutti ?                              | 6 447 p.               |
| 1952 | Celso Mongardi ?                                  | 5 711 p.               |
| 1953 | Lorenzo Vecchiutti ?                              | 5 375 p.               |
| 1954 | Lorenzo Vecchiutti ?                              | 5 207 p.               |
| 1955 | Umberto Bordignon ?                               | 5 185 p.               |
| 1956 | Umberto Bordignon ?                               | 5 054 p.               |
| 1957 | Guido Cappellari ?                                | 5 376 p.               |
| 1958 | Franco Sar Snam Gas Metano                        | 5 835 p.               |
| 1959 | Franco Sar Snam Gas Metano                        | 6 733 p.               |
| 1960 | Franco Sar Snam Gas Metano                        | 6 816 p.               |
| 1961 | Franco Sar Snam Gas Metano                        | 5 856 p.               |
| 1962 | Franco Sar Snam Gas Metano                        | 7 005 p.               |
| 1963 | Franco Sar Snam Gas Metano                        | 7 343 p.               |
| 1964 | Franco Sar Snam Gas Metano                        | 7 196 p.               |
| 1965 | Franco Sar Snam Gas Metano                        | 7 368 p.               |
| 1966 | Sergio Rossetti ?                                 | 6 980 p.               |
| 1967 | Bruno Poserina ?                                  | 6 801 p.               |
| 1968 | Sergio Rossetti ?                                 | 6 559 p.               |
| 1969 | Sergio Rossetti ?                                 | 6 789 p.               |
| 1970 | Sergio Rossetti ?                                 | 6 495 p.               |
| 1971 | Sergio Rossetti ?                                 | 7 037 p.               |
| 1972 | Giovanni Modena ?                                 | 7 080 p.               |
| 1973 | Daniele Faraggiana ?                              | 6 710 p.               |
| 1974 | Mauro Bettella ?                                  | 7 271 p.               |
| 1975 | Giovanni Modena ?                                 | 7 325 p.               |
| 1976 | Daniele Faraggiana ?                              | 7 364 p.               |
| 1977 | Giovanni Modena ?                                 | 7 290 p.               |
| 1978 | Hubert Indra ?                                    | 6 457 p.               |
| 1979 | Alessandro Brogini ?                              | 6 907 p.               |
| 1980 | Hubert Indra ?                                    | 7 357 p.               |
| 1981 | Alessandro Brogini ?                              | 7 413 p.               |
| 1982 | Antonio Iacocca ?                                 | 7 348 p.               |
| 1983 | Hubert Indra ?                                    | 7 614 p.               |
| 1984 | Moreno Martini ?                                  | 7 502 p.               |
| 1985 | Marco Rossi ?                                     | 7 506 p.               |
| 1986 | Marco Rossi ?                                     | 7 490 p.               |
| 1987 | Moreno Martini ?                                  | 7 402 p.               |
| 1988 | Marco Rossi ?                                     | 7 673 p.               |
| 1989 | Fabio Pacori ?                                    | 7 089 p.               |
| 1990 | Luciano Asta ?                                    | 7 126 p.               |
| 1991 | Marco Baffi ?                                     | 7 565 p.               |
| 1992 | Marco Baffi ?                                     | 7 495 p.               |
| 1993 | Ubaldo Ranzi Gruppo Sportivo Fiamme Azzurre       | 7 871 p.(w)            |
| 1994 | Beniamino Poserina Gruppo Sportivo Fiamme Azzurre | 7 595 p.               |
| 1995 | Beniamino Poserina Gruppo Sportivo Fiamme Azzurre | 7 701 p.               |
| 1996 | Beniamino Poserina Gruppo Sportivo Fiamme Azzurre | 8 031 p.               |
| 1997 | Beniamino Poserina Gruppo Sportivo Fiamme Azzurre | 8 069 p.               |
| 1998 | Stefano Cellario ?                                | 7 804 p.               |
| 1999 | Christian Gasparro Gruppo Sportivo Fiamme Azzurre | 7 559 p.               |
| 2000 | Beniamino Poserina Gruppo Sportivo Fiamme Azzurre | 7 475 p.               |
| 2001 | William Frullani Centro Sportivo Carabinieri      | 7 509 p.               |
| 2002 | Paolo Casarsa Centro Sportivo Forestale           | 7 898 p.               |
| 2003 | Paolo Casarsa Centro Sportivo Forestale           | 7 877 p.               |
| 2004 | Paolo Mottadelli Atletica Cento Torri Pavia       | 7 552 p.               |
| 2005 | Paolo Mottadelli Atletica Cento Torri Pavia       | 7 344 p.               |
| 2006 | William Frullani Centro Sportivo Carabinieri      | 7 963 p.               |
| 2007 | Paolo Mottadelli Atletica Cento Torri Pavia       | 7 517 p.               |
| 2008 | Paolo Mottadelli Atletica Cento Torri Pavia       | 7 215 p.               |
| 2009 | Paolo Mottadelli Atletica Cento Torri Pavia       | 7 436 p.               |
| 2010 | William Frullani Centro Sportivo Carabinieri      | 7 228 p.               |
| 2011 | Paolo Mottadelli Atletica Cento Torri Pavia       | 7 250 p.               |
| 2012 | William Frullani Centro Sportivo Carabinieri      | 7 378 p.               |
| 2013 | Michele Calvi Self Atletica                       | 7 640 p.               |
| 2014 | Michele Calvi Centro Sportivo Esercito            | 7 492 p.               |
| 2015 | Simone Cairoli Atletica Lecco Colombo Costruzioni | 7 482 p.               |
| 2016 | Simone Cairoli Atletica Lecco Colombo Costruzioni | 7 463 p.               |
| 2017 | Jacopo Zanatta Silca Ultralite Vittorio Veneto    | 7 327 p.               |
| 2018 | Luca Di Tizio                                     | 7 240 p.               |
| 2019 | Matteo Taviani Atletica Virtus Lucca              | 7 357 p.               |
| 2020 | Dario Dester Cremona Sportiva Atletica Arvedi     | 7 652 p.               |
| 2021 | Lorenzo Modugno Polisportiva Triveneto Trieste    | 7 303 p.               |
| 2022 | Dario Dester Centro Sportivo Carabinieri          | 8 020 p.               |
| 2023 | Lorenzo Naidon US Quercia Trentingrana Rovereto   | 8 090 p.               |
| 2024 | Lorenzo Modugno Polisportiva Triveneto Trieste    | 7 567 p.               |
| 2025 | Andrea Cerrato Atletica Fossano '75               | 7 803 p.               |